# 개미탑목

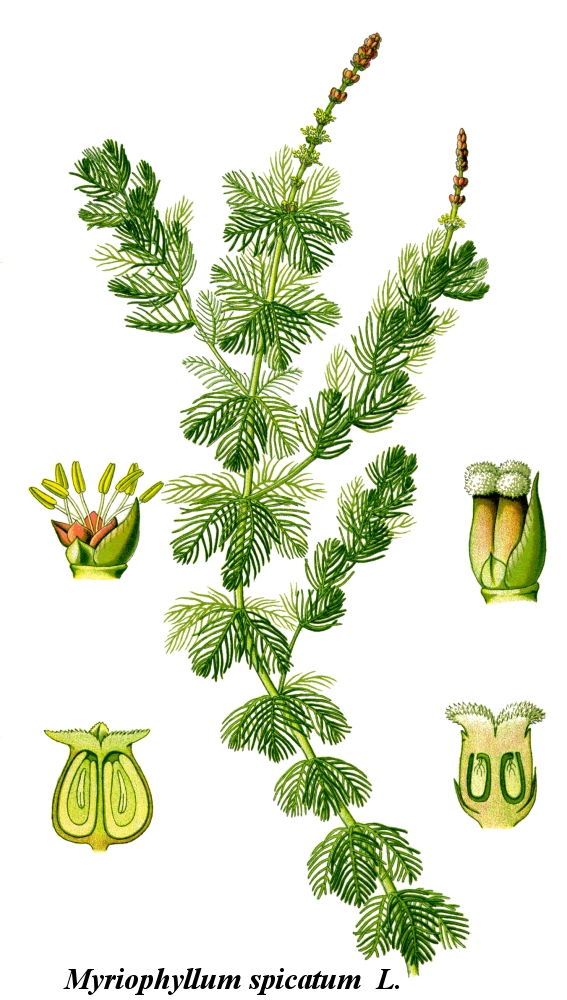
Myriophyllum spicatum

개미탑목(Haloragales)은 속씨식물 분류군의 하나이다. 크론퀴스트 분류 체계는 개미탑목을 장미아강(Rosidae)으로 분류하였으나, APG II 분류 체계는 개미탑목을 인정하지 않으며, 범의귀목과 군네라목으로 각각 분류하고 있다.
1981년판 크론퀴스트 분류 체계의 개미탑목 하위 과는 아래와 같다.
- 개미탑목 (Haloragales)
  - 개미탑과 (Haloragaceae) → 범의귀목 (Saxifragales)
  - 군네라과 (Gunneraceae) → 군네라목 (Gunnerales)